# Cephalochalcidia
Cephalochalcidia är ett släkte av steklar. Cephalochalcidia ingår i familjen bredlårsteklar.
Kladogram enligt Catalogue of Life:
| Cephalochalcidia | \| \| Cephalochalcidia capitata \| \| \| \| \| \| Cephalochalcidia levis \| \| \| \| |
|                  | \| \| Cephalochalcidia capitata \| \| \| \| \| \| Cephalochalcidia levis \| \| \| \| |
|                  | Cephalochalcidia capitata                                                            |
|                  |                                                                                      |
|                  | Cephalochalcidia levis                                                               |
|                  |                                                                                      |